# Ordre des avocats (Belgique)
L'Ordre des avocats en Belgique est le nom collectif de diverses organisations qui agissent en tant qu'organisation professionnelle juridique pour la profession d'avocat. Il y a 28 ordres ou barreaux locaux. Les missions légales de l'ordre sont inscrites dans le Code judiciaire (art. 495). En Belgique, tout avocat est tenu d'être membre d'un barreau.
Avec la loi du 4 juillet 2001, le Barreau national belge (Belgische nationale Orde van Advocaten) a été supprimé et remplacé par deux associations :
- Orde van Vlaamse Balies (OVB) : le regroupement de 13 barreaux, un par arrondissement judiciaire flamand et le barreau néerlandais au barreau de Bruxelles (NOAB). L'OVB édite le magazine Ad Rem ;
- Ordre des barreaux francophones et germanophone de Belgique [2] : le regroupement des 13 ordres, un par arrondissement judiciaire wallon et l'Ordre français des avocats du Barreau de Bruxelles, ainsi que le seul Barreau de langue allemande (allemand : eine deutschsprachige Anwaltskammer).

À la suite de l'élargissement des arrondissements judiciaires tendant à les faire correspondre à la province (excepté Bruxelles, qui ne dépend d'aucune province  et englobe Hal-Vilvoorde, d'une part et Leuven d'autre part pour la province du Brabant flamand), certains barreaux ont fusionné. Il existe désormais un guichet pour toute la province en Flandre occidentale, à Anvers, au Limbourg et au Luxembourg. Liège et Huy ont également fusionné. Dans les autres provinces, il existe encore un barreau par ancien arrondissement judiciaire. Ainsi, il existe désormais huit barreaux néerlandophones, dix barreaux francophones (Ordre français des avocats du barreau de Bruxelles, Liège-Huy, Charleroi, du Brabant wallon, Mons, Namur, Tournai, Luxembourg, Verviers et Dinant) et un barreau germanophone (Eupen).